# Comanopa hamiltoni
Comanopa hamiltoni är en insektsart som beskrevs av Blocker 1982. Comanopa hamiltoni ingår i släktet Comanopa och familjen dvärgstritar. Inga underarter finns listade i Catalogue of Life.